# گریف (خواننده)
سارا فیث گریفیثس (انگلیسی: Sarah Faith Griffiths؛ زادهٔ ۲۱ ژانویه ۲۰۰۱) که به‌طور حرفه‌ای با نام گریف (Griff) شناخته می‌شود، خواننده و ترانه‌پرداز اهل انگلستان است. او در سال ۲۰۱۹، نخستین تک‌آهنگ خود به نام «صحبت با آینه» را از طریق وارنر رکوردز منتشر کرد. سپس او نخستین آلبوم چندآهنگهٔ خود را با همین نام در همان سال منتشر کرد. گریف در جوایز بریت ۲۰۲۱، برندهٔ جایزه ستاره در حال پیشرفت شد و در ۲۰ سالگی به یکی از جوان‌ترین برندگان این عنوان تبدیل شد. او در همان سال، اولین میکس‌تیپ خود را با نام یک قدم در مقابل قدم دیگر منتشر کرد که هم از نظر تجاری موفق بود و هم تحسین منتقدان را به همراه داشت. در ۱۲ ژوئیه ۲۰۲۴، گریف نخستین آلبوم استودیویی خود به نام سرگیجه را منتشر کرد.

## اوایل زندگی و تحصیلات
گریف در ۲۱ ژانویه ۲۰۰۱ با نام سارا فیث گریفیثس در کینگز لنگلی، هرتفوردشر، انگلستان به دنیا آمد. پدرش، مارک گریفیثس، پسر مهاجران جامائیکایی است که بخشی از نسل «ویندراش» بودند و مادرش، کیم، یک مهاجر نسل اول است که خانواده‌اش در دوران جنگ ویتنام به انگلستان مهاجرت کردند. گریف بیان کرد که «احساس می‌کنم بیشتر با ریشه‌های چینی خود ارتباط برقرار می‌کنم». والدین گریف سرپرستی موقت کودکان را برعهده می‌گیرند و تجربیات او با این کودکان در تک‌آهنگ «چیزهای خوب» منعکس شده است.
گریف بیان کرد که اولین خاطره‌اش از علاقه به موسیقی زمانی بود که در حدود هشت سالگی یک آی‌پاد شافل به او دادند که آلبوم بی‌باک از تیلور سوئیفت روی آن دانلود شده بود. او سپس به‌طور خودآموز یادگرفت که چطور موسیقی ضبط و تولید کند و از ویدئوهای آموزشی در یوتیوب برای یادگیری تکنیک‌های مختلف استفاده کرد. گریف زمانی که در مدرسه سنت کلمان دینز تحصیل می‌کرد، زندگی موسیقی‌اش را پنهان نگه می‌داشت چون نمی‌دانست آیا موفق خواهد شد یا نه و گفته بود: «هیچ‌کس در مدرسه دوست ندارد کسی را که دربارهٔ آرزوی خوانندگی‌اش صحبت می‌کند، ببیند». بعد از پایان دورهٔ دبیرستان، به معلمانش گفته بود که یک سال به استراحت می‌پردازد و به آن‌ها از پروژه‌های موسیقی‌اش چیزی نگفته بود. در مورد انتخاب نام هنری «گریف»، او خاطر نشان کرد: «سارا گریفیثس خیلی جذاب نیست، من مثل کسی به نظر می‌رسم که وام مسکن و چهار بچه دارد، خیلی رسمی است».
گریف که در خانواده‌ای مسیحی بزرگ شده، دربارهٔ ایمان خود گفته است: «فکر می‌کنم وقتی با والدین مسیحی بزرگ می‌شوی، به نقطه‌ای می‌رسی که از خودت می‌پرسی: “خب، آیا واقعاً ایمان دارم یا فقط دارم طبق عادت پیش می‌روم؟ ” و از بچگی احساس می‌کردم که این چیزی است که واقعاً به آن ایمان دارم، بنابراین همیشه چیزی بوده که آن را پذیرفته‌ام.»

## حرفه

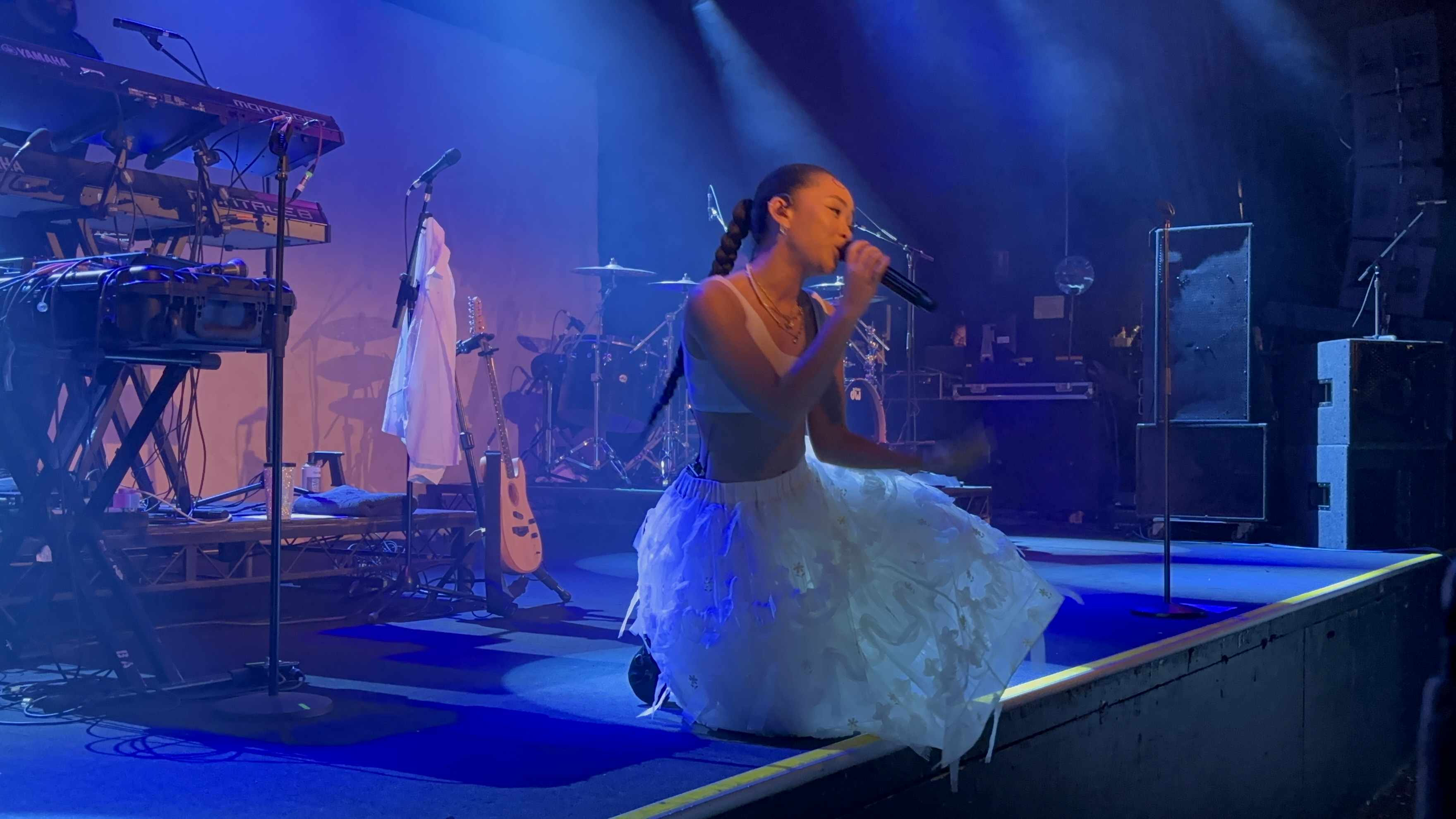
گریف در حال اجرا در سیدنی، استرالیا، در سال ۲۰۲۴

️در ۴ ژوئیه ۲۰۱۹ اعلام شد که گریف با شرکت وارنر رکوردز قرارداد امضا کرده است. در همان روز، او نخستین تک‌آهنگ خود به نام «صحبت با آینه» را منتشر کرد که همراه با یک موزیک ویدئو بود. آنی مک این ترانه را در پلی‌لیست نام جدید در رادیو بی‌بی‌سی وان پخش کرد. گریف گفته بود که نوشتن این ترانه تنها یک ساعت طول کشید. او انتشار این ترانه را یکی از مهم‌ترین لحظات حرفه‌ای‌اش دانست، زیرا درست بعد از تمام کردن امتحانات پایان دورهٔ دبیرستان خود منتشر شد. بیلبورد این تک‌آهنگ را یک «آغاز هیجان‌انگیز» توصیف کرد و از «صدای قدرتمند و اشعار حساس» او تمجید کرد. در اوت ۲۰۱۹، گریف تک‌آهنگ بعدی‌اش به نام «آن‌طور که باید نشکستمش» را منتشر کرد که همراه با موزیک ویدئویی بود که لباس‌های آن را خود گریف طراحی کرده بود. در اکتبر ۲۰۱۹، او تک‌آهنگ «بهشت» را منتشر کرد و پس از آن، نخستین آلبوم چندآهنگهٔ خود به نام صحبت با آینه را در ۱۵ نوامبر ۲۰۱۹ عرضه کرد. در دسامبر ۲۰۱۹، گریف یک نسخه بازخوانی از ترانهٔ «شعله ابدی» (۱۹۸۹) از گروه آمریکایی د بنگلز را منتشر کرد.
در ۷ فوریه ۲۰۲۰، گریف تک‌آهنگ «چیزهای خوب» را منتشر کرد. با اینکه خیلی‌ها فکر می‌کردند این ترانه دربارهٔ یک شکست عشقی است، او توضیح داد که موضوع آهنگ در مورد دلتنگی برای بچه‌هایی است که خانواده‌اش آن‌ها را به سرپرستی گرفته بود، چون آن‌ها مثل خواهر و برادر برایش محسوب می‌شدند. در مارس ۲۰۲۰، ترانهٔ «دوستت دارم‌ها» که گریف در ترانه‌سرایی آن نقش داشت، توسط خواننده آمریکایی هیلی استاینفلد منتشر شد. سپس در ۲۹ مه ۲۰۲۰، گریف تک‌آهنگ «خودم را ببخشم» منتشر کرد که از سوی ان‌ام‌ئی به عنوان یک «سرود» توصیف شد. در ژوئیه ۲۰۲۰، گریف از سوی آکادمی آیوورز برای جایزه ستاره در حال پیشرفت آیوور نوولو نامزد شد و در همین ماه تک‌آهنگ «دوباره بگو» را منتشر کرد. در اکتبر ۲۰۲۰، او در دو ترانه همکاری کرد؛ «یک میلیون بار بهتر»، ترانه‌ای از گروه انگلیسی هون و «درون و بیرون»، ترانه‌ای از دی‌جی آلمانی زد. در ژانویه ۲۰۲۱، گریف تک‌آهنگ «گودال سیاه» را منتشر کرد که از سوی ان‌ام‌ئی به عنوان یک «سرود پاپ تاریک» توصیف شد. در ۱۹ مارس ۲۰۲۱، گریف جایزه بریت را برای هنرمند در حال پیشرفت دریافت کرد و در مراسم آن سال ترانهٔ «گودال سیاه» را اجرا کرد. همان روز، او جزئیات نخستین میکس‌تیپ خود به نام یک قدم در مقابل قدم دیگر را اعلام کرد که در ۱۸ ژوئن ۲۰۲۱ منتشر شد. دو ماه بعد، گریف تک‌آهنگ «یک شب» را منتشر کرد. در اکتبر ۲۰۲۱، او تور خود را در بریتانیا برای حمایت از نخستین میکس‌تیپش آغاز کرد و بعداً تورهایی در اروپا و آمریکای شمالی برگزار کرد.
در نوامبر ۲۰۲۱، دوآ لیپا گریف را به عنوان یکی از سه هنرمند پشتیبان خود برای تاریخ‌های اروپایی تور نوستالژی آینده در سال ۲۰۲۲ معرفی کرد. در سپتامبر ۲۰۲۲، گریف در هشت تاریخ از تور +–=÷× از اد شیرن اجرا کرد. در سال ۲۰۲۳، او به عنوان هنرمند افتتاحیه در تور موسیقی کیهانی از گروه بریتانیایی کلدپلی در چند تاریخ اروپایی شامل کشورهای پرتغال، سوئیس، دانمارک، سوئد و هلند حضور داشت.
در اوت ۲۰۲۳، گریف پس از یک وقفه در موسیقی، در حین تور نوستالژی آینده، تک‌آهنگ «سرگیجه» را منتشر کرد. این ترانه توسط تیلور سوئیفت در اینستاگرام تبلیغ شد و او گفت که «آهنگ را دوست دارد». گریف برای حمایت از این تک‌آهنگ، آلبوم چندآهنگهٔ سرگیجه بخش ۱ را در اکتبر ۲۰۲۳ منتشر کرد. در همان ماه، گریف تک‌آهنگ جدید خود به نام «فضانورد» را معرفی کرد که در همکاری با کریس مارتین، خواننده گروه کلدپلی نوشته شده بود و در دسامبر ۲۰۲۳ منتشر شد. او در فوریه ۲۰۲۴ تک‌آهنگ سوم خود با عنوان «منم دلم برات تنگ شده» را منتشر کرد و بعد از آن آلبوم چندآهنگهٔ سرگیجه بخش ۲ را در آوریل ۲۰۲۴ عرضه کرد. در ۱۲ ژوئیه ۲۰۲۴، گریف اولین آلبوم استودیویی خود به نام سرگیجه را منتشر کرد که با نقدهای مثبت از سوی منتقدان مواجه شد. در نوامبر ۲۰۲۴، گریف تک‌آهنگ جدید خود به نام «ماسکارای دیشب» را منتشر کرد.
در ۲۰ ژوئن ۲۰۲۴، اعلام شد که گریف به عنوان هنرمند افتتاحیه در تور مختصر و مفید از سابرینا کارپنتر حضور پیدا می‌کند. در ۲۲ ژوئن ۲۰۲۴، گریف به عنوان هنرمند افتتاحیه در کنار گروه پرامور، برای تور دوره‌ها از تیلور سوئیفت در لندن اجرا کرد.